# Eccellenza 2017-2018 (rugby a 15)
L'Eccellenza 2017-18 fu l'88º campionato nazionale italiano di rugby a 15 di prima divisione.
Si tenne dal 23 settembre 2017 al 19 maggio 2018 tra 10 squadre e vide la vittoria del Petrarca che, nella finale disputata sul proprio terreno, batté i campioni uscenti del Calvisano per 19-11, a sette anni di distanza dal loro titolo più recente
Tale finale fu un inedito per il campionato nazionale: i due club, infatti, pur assommando 18 scudetti prima di tale incontro, non si erano mai incontrati per la gara di assegnazione del titolo nazionale; si trattò, anche, della prima finale disputata, e vinta, dal Petrarca sul proprio terreno, benché nella trentennale storia dei play-off scudetto lo stadio Plebiscito avesse ospitato l'ultimo atto del campionato altre otto volte in precedenza.
In vista dell'allargamento del torneo nella stagione 2018-19 a 12 squadre, non furono previste retrocessioni.
All'ultimo posto si classificò Mogliano con una sola vittoria benché aggiudicatario di 8 punti di bonus.
Esordienti in Eccellenza furono I Medicei, formazione fiorentina che riportò il capoluogo toscano nell'élite del rugby italiano dopo 33 anni (CUS Firenze in serie A 1983-84) e che chiuse la stagione regolare all'8º posto.
Il Petrarca, per la prima volta dopo vent'anni esatti (l'ultima volta in serie A1 1997-98) vinse la stagione regolare, conquistando il diritto a disputare in casa l'eventuale finale alla quale poi giunse; alle sue spalle Calvisano, campione in carica, Rovigo, e la squadra della Polizia di Stato delle Fiamme Oro di Roma, alla sua seconda semifinale dal ritorno in Eccellenza.
Per coincidenza statistica le quattro semifinaliste erano anche le quattro squadre del torneo con il maggior numero di scudetti vinti (Petrarca e Rovigo 12 ciascuno; Calvisano 6 e Fiamme Oro 5).
In semifinale il Petrarca superò nel doppio confronto le Fiamme Oro vincendo entrambe le semifinali, mentre invece Calvisano sconfisse Rovigo grazie a tre punti in drop dei lombardi negli ultimi minuti della gara di ritorno, dopo avere perso l'andata per 3 punti di scarto.
Nella finale disputata sul proprio terreno al Plebiscito il Petrarca fu sempre avanti nel punteggio, chiuse il primo tempo in vantaggio 6-0 e fronteggiò il ritorno di Calvisano che a metà ripresa si portò fino all'8-13 e successivamente 11-16, ma a 9 minuti dalla fine un ennesimo drop fissò il punteggio sul 19-11, che diede alla compagine padovana il suo tredicesimo scudetto.
Per Andrea Marcato, trentacinquenne tecnico del Petrarca, si trattò della vittoria dello scudetto nella stagione d'esordio da allenatore, dopo avere smesso l'attività di giocatore al termine di quella precedente.
L'edizione 2017-18 di Eccellenza è anche statisticamente rilevante per avere visto il primo arbitro donna dirigere un incontro: si tratta dell'irlandese Joy Neville, invitata ad arbitrare l'incontro della prima giornata Petrarca ― S.S. Lazio.

## Squadre partecipanti
| Club          | Sponsor                      | Città             | Impianto interno                          |
| ------------- | ---------------------------- | ----------------- | ----------------------------------------- |
| Calvisano     | Patarò (alimentari)          | Calvisano         | Stadio San Michele                        |
| Fiamme Oro    |                              | Roma              | CS Polizia di Stato, caserma S. Gelsomini |
| S.S. Lazio    |                              | Roma              | CS Giulio Onesti                          |
| I Medicei     | Toscana Aeroporti            | Firenze           | Stadio Mario Lodigiani                    |
| Mogliano      |                              | Mogliano Veneto   | Stadio Maurizio Quaggia                   |
| Petrarca      |                              | Padova            | CS Memo Geremia e Stadio Plebiscito       |
| Reggio Emilia | Conad (grande distribuzione) | Reggio Emilia     | Stadio Mirabello e CS Crocetta Canalina   |
| Rovigo        | Femi-CZ (portacavi)          | Rovigo            | Stadio Mario Battaglini                   |
| San Donà      | Lafert (motori elettrici)    | San Donà di Piave | Stadio Romolo Pacifici                    |
| Viadana       |                              | Viadana           | Stadio Luigi Zaffanella                   |

## Stagione regolare

### Risultati
| 23-9-2017  | 1ª/10ª giornata            | 6-1-2018  |
| ---------- | -------------------------- | --------- |
| 20-15      | Fiamme Oro — Mogliano      | 33-6      |
| 22-0       | Petrarca — Lazio           | 36-6      |
| 20-29      | I Medicei — Calvisano      | 23-39     |
| 16-25      | Reggio Emilia — Rovigo     | 19-47     |
| 29-20      | Viadana — San Donà         | 8-38      |
|            |                            |           |
| 28-10-2017 | 4ª/13ª giornata            | 17-2-2018 |
| 19-16      | Calvisano — Petrarca       | 17-18     |
| 20-27      | Lazio — San Donà           | 0-51      |
| 10-49      | Mogliano — I Medicei       | 22-35     |
| 13-27      | Reggio Emilia — Fiamme Oro | 42-33     |
| 28-24      | Rovigo — Viadana           | 18-15     |
|            |                            |           |
| 19-11-2017 | 7ª/16ª giornata            | 24-3-2018 |
| 24-20      | Lazio — Mogliano           | 15-24     |
| 16-20      | I Medicei — Fiamme Oro     | 15-17     |
| 23-20      | Rovigo — Calvisano         | 23-25     |
| 14-22      | San Donà — Petrarca        | 14-16     |
| 31-17      | Viadana — Reggio Emilia    | 44-28     |

| 30-9-2017 | 2ª/11ª giornata           | 27-1-2018 |
| --------- | ------------------------- | --------- |
| 57-10     | Calvisano — Reggio Emilia | 20-16     |
| 45-37     | Viadana — Lazio           | 32-6      |
| 24-30     | Mogliano — Petrarca       | 13-40     |
| 19-13     | Rovigo — Fiamme Oro       | 24-24     |
| 43-17     | San Donà — I Medicei      | 17-13     |
|           |                           |           |
| 4-11-2017 | 5ª/14ª giornata           | 10-3-2018 |
| 16-33     | Fiamme Oro — Petrarca     | 7-26      |
| 34-17     | I Medicei — Reggio Emilia | 23-28     |
| 49-12     | Rovigo — Lazio            | 56-12     |
| 36-7      | San Donà — Mogliano       | 34-23     |
| 17-19     | Viadana — Calvisano       | 7-27      |
|           |                           |           |
| 2-12-2017 | 8ª/17ª giornata           | 7-4-2018  |
| 54-10     | Calvisano — Lazio         | 24-36     |
| 27-21     | Fiamme Oro — San Donà     | 29-20     |
| 18-31     | I Medicei — Rovigo        | 6-28      |
| 22-20     | Petrarca — Viadana        | 33-3      |
| 34-14     | Reggio Emilia — Mogliano  | 40-38     |

| 7-10-2017  | 3ª/12ª giornata          | 3-2-2018  |
| ---------- | ------------------------ | --------- |
| 15-43      | Fiamme Oro — Calvisano   | 13-29     |
| 31-21      | I Medicei — Lazio        | 13-15     |
| 55-16      | Petrarca — Reggio Emilia | 28-25     |
| 24-17      | San Donà — Rovigo        | 3-24      |
| 25-10      | Viadana — Mogliano       | 12-7      |
|            |                          |           |
| 12-11-2017 | 6ª/15ª giornata          | 18-3-2018 |
| 33-18      | Calvisano — San Donà     | 19-24     |
| 35-7       | Fiamme Oro — Viadana     | 11-9      |
| 22-28      | Mogliano — Rovigo        | 13-32     |
| 17-10      | Petrarca — I Medicei     | 33-8      |
| 33-16      | Reggio Emilia — Lazio    | 31-33     |
|            |                          |           |
| 23-12-2017 | 9ª/18ª giornata          | 14-4-2018 |
| 8-24       | Lazio — Fiamme Oro       | 17-48     |
| 12-29      | Mogliano — Calvisano     | 0-50      |
| 16-9       | Rovigo — Petrarca        | 9-29      |
| 29-21      | San Donà — Reggio Emilia | 20-26     |
| 33-20      | Viadana — I Medicei      | 10-18     |

## Classifica
| Pos | Squadra       | G  | V  | N | P  | PF  | PS  | DP   | BMP | Pt |
| --- | ------------- | -- | -- | - | -- | --- | --- | ---- | --- | -- |
| 1   | Petrarca      | 18 | 16 | 0 | 2  | 485 | 237 | +248 | 10  | 74 |
| 2   | Calvisano     | 18 | 14 | 0 | 4  | 553 | 301 | +252 | 14  | 70 |
| 3   | Rovigo        | 18 | 14 | 1 | 3  | 495 | 304 | +191 | 9   | 67 |
| 4   | Fiamme Oro    | 18 | 11 | 1 | 6  | 412 | 363 | +49  | 7   | 53 |
| 5   | San Donà      | 18 | 10 | 0 | 8  | 453 | 351 | +102 | 9   | 49 |
| 6   | Viadana       | 18 | 8  | 0 | 10 | 371 | 394 | −23  | 10  | 42 |
| 7   | Reggio Emilia | 18 | 6  | 0 | 12 | 432 | 574 | −142 | 9   | 33 |
| 8   | I Medicei     | 18 | 5  | 0 | 13 | 369 | 430 | −61  | 10  | 30 |
| 9   | S.S. Lazio    | 18 | 4  | 0 | 14 | 288 | 618 | −330 | 4   | 20 |
| 10  | Mogliano      | 18 | 1  | 0 | 17 | 280 | 566 | −286 | 8   | 12 |

## Play-off
|  | Semifinali | Semifinali | Semifinali | Semifinali | Semifinali |  |  | Finale    | Finale    | Finale |  |
|  |            |            |            |            |            |  |  |           |           |        |  |
|  | 4          | Fiamme Oro | 27         | 10         | 37         |  |  |           |           |        |  |
|  | 1          | Petrarca   | 36         | 24         | 60         |  |  | Petrarca  | Petrarca  | 19     |  |
|  | 3          | Rovigo     | 12         | 20         | 32         |  |  | Calvisano | Calvisano | 11     |  |
|  | 2          | Calvisano  | 9          | 24         | 33         |  |  |           |           |        |  |

### Semifinali
| Arbitro: | Claudio Blessano (Treviso) |

|                                         |      |                                                           |
| Cristiano 20’ Quartaroli 53’ Ceglie 80’ | mt   | 2’ Bettin 29’ Santamaria 38’ Trotta 46’ Riera 48’ Capraro |
| Buscema 20’, 53’, 80’                   | tr   | 29’, 38’, 46’, 48’ Menniti Ippolito                       |
| Buscema 26’, 43’                        | c.p. | 34’ Menniti Ippolito                                      |

| Arbitro: | Marius Mitrea (Udine) |

|                            |      |                       |
| Mantelli 2’, 25’, 68’, 80’ | c.p. | 11’, 37’, 78’ Novillo |

| Arbitro: | Andrea Piardi (Brescia) |

|                                 |      |                          |
| Riera 47’ Delfino 72’ Rossi 74’ | mt   | 39’ Iacob 54’ Quartaroli |
| Menniti Ippolito 47’, 72’, 74’  | tr   |                          |
| Menniti Ippolito 30’            | c.p. |                          |

| Arbitro: | Giuseppe Vivarini (Padova) |

|                          |      |                                           |
| Balocchi 26’ Novillo 46’ | mt   | 22’ v. Niekerk 29’ Majstorović 54’ Barion |
| Novillo 46’              | tr   | 22’ Mantelli                              |
| Novillo 13’, 41’, 67’    | c.p. | 74’ Mantelli                              |
| Novillo 80’              | drop |                                           |

### Finale
| Arbitro: | Matteo Liperini (Livorno) |

| |              | |
| Rossi 41’ | mt           | 60’ Pettinelli |
| Menniti Ippolito 42’ | tr           | |
| Menniti Ippolito 31’, 63’ | c.p.         | 52’, 68’ Novillo |
| Menniti Ippolito 21’, 71’ | drop         | |
| · 72’ Ragusi · Capraro · Riera · Bettin · Rossi · Menniti Ippolito · 53’ Su’a · 56’ Borean · 61’ Santamaria · 55’ Rossetto · 45’-55’ 56’ Cannone · 61’ Saccardo (c) · 57’ Conforti · Lamaro · Trotta | Formazioni   | · Tuimavave · Balocchi · Chiesa 38’ · Mortali 78’ · De Santis · Novillo · Semenzato 50’ · Fischetti 75’ · Morelli (c) 62’ · Zilocchi 71’ · Cavalieri · Andreotti 75’ · Pettinelli · Zdrilich 61’ · Tuivaiti |
| · 56’ Acosta · 61’ Delfino · 55’ Scarsini · 56’ Gerosa · 61’ Michieletto · 57’ Nostran · 53’ E. Francescato · 72’ Rizzi                                                                              | Sostituzioni | · Rimpelli 75’ · Giovanchelli 62’ · Biancotti 71’ · D’Onofrio 75’ · Archetti 61’ · Casilio 50’ · Susio 78’ · Dal Zilio 38’                                                                                  |
| Andrea Marcato | Allenatori   | Massimo Brunello |

## Verdetti
- Petrarca: campione d'Italia;
- Petrarca, Calvisano, Rovigo e Fiamme Oro: qualificate all'European Continental Shield.